# Dyn'Aéro Twin-R
Le Dyn'Aéro Twin-R est un avion léger bimoteur de la société Dyn'Aéro.

## Description
Le Dyn'Aéro Twin-R est une évolution du Dyn'Aéro MCR 4S. C'est un avion 4 places, équipé de 2 moteurs Rotax 912S.
L'avion est conçu par Christophe Robin et Pierre Robin et est ainsi nommé Twin-R, pour les initiales de ses 2 concepteurs, mais aussi pour ses 2 moteurs.
Il effectue son premier vol le 3 mars 2011. Un seul prototype immatriculé F-PTRR a volé. Le développement est interrompu en 2012.

## Modèles
Twin-R
Modèle en kit à assembler,
Twin-R ELA1
Version certifiée European Light Aircraft 1 (masse maximale au décollage inférieure à 1 200 kg) envisagée.